# الحدائق الوطنية في فرنسا

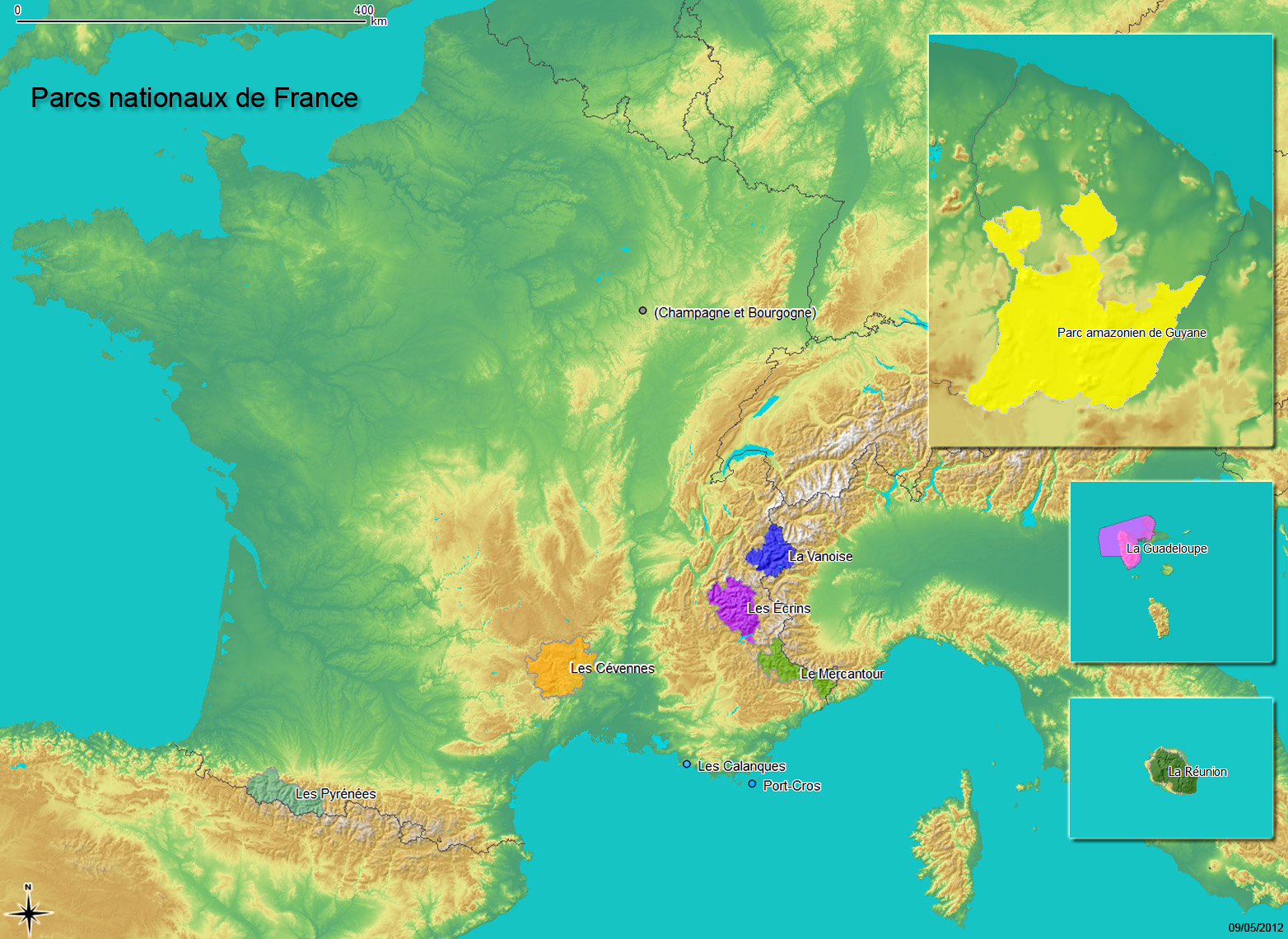
الحدائق الوطنية في فرنسا.

الحدائق الوطنية في فرنسا (بالإنجليزية: National parks of France)‏ هو نظام من تسع حدائق وطنية في كل أنحاء فرنسا وأقاليم ما وراء البحار التابعة لها، وتحتفظ بها وكالة حكومية المتنزهات القومية في فرنسا. الحدائق الوطنية الفرنسية تحمي ما مجموعه 3710 كيلومتر مربع في المناطق المركزية و9162  كيلومتر مربع في مناطق ثانوية في فرنسا البلد الأم. وهذا يضع أكثر من 2 ٪ من المساحة الكلية لفرنسا البلد الأصل تحت مستوى معين من الحماية. تسجل المتنزهات الوطنية الفرنسية أكثر من 7 ملايين زائر سنويا.